# 3-O-Glukuronid trans-resweratrolu
3-O-Glukuronid trans-resweratrolu – organiczny związek chemiczny, metabolit resweratrolu i 3-O-glukozydu trans-resweratrolu.